# Isolotti Platana
Gli isolotti Platana o Planaz (in croato Planatak) sono due piccoli isolotti della Dalmazia settentrionale, in Croazia, che fanno parte dell'arcipelago zaratino. Si trovano nel mar Adriatico centrale, adiacenti alla costa nord-orientale dell'Isola Lunga. Amministrativamente appartengono al comune di Sale, nella regione zaratina.

## Geografia
I due isolotti si trovano nelle acque del canale di Mezzo a nord-est di valle Boccassin (uvala Bukašin), detta anche porto Bocicosin, all'altezza dell'abitato di Dragovo (Dragove).
- scoglio Platanch Grande[8] o Planatach[7][9] (Veli Planatak) si trova a 200 m[1] dalla costa dell'isola Lunga. Ha un'area di 0,069 km²[10], la sua è costa lunga 1 km[10] e l'altezza è di 16 m[1].
- scoglio Platanch Piccolo[11](Mali Planatak), che ha la forma di un chicco di riso, si trova 120 m a sud del precedente; ha un'area di 0,013 km²[4], una costa lunga 464 m[4] e un'altezza di 7 m[1] 44°06′51″N 14°57′01″E.

### Isole adiacenti
- Asinello (Magarčić), a nord-ovest, a circa 1 M di distanza.
- Plenarca[2] o Tatisgnak[3][6] (Tatišnjak), scoglio a sud dei Platana, a circa 700 m[1] dalla costa dell'Isola Lunga; ha una superficie di 0,01 km²[10], una costa lunga 382 m[10] e un'altezza di 8,2 m[1] 44°06′26″N 14°57′24″E.

### Cartografia
- (HR) Mappa topografica della Croazia 1:25000, su preglednik.arkod.hr. URL consultato il 29 luglio 2017.
- G. Giani, Carta prospettiva delle Comuni censuarie della Dalmazia, foglio 2, 1839. Fondo Miscellanea cartografica catastale, Archivio di Stato di Trieste.
- Carta di cabottaggio del mare Adriatico, foglio VII, Milano, Istituto geografico militare, 1822-1824. URL consultato il 31 luglio 2017 (archiviato dall'url originale il 13 aprile 2013).